# 和田哲 (編集者)
和田 哲（わだ さとる、1972年6月9日 - ）は、日本の編集者。ブラサトルの愛称で街歩き研究家（自称）としても活動する。他に札幌歴史語り人、「鉄道唱歌」愛好家も自称する。北海道科学大学工学部都市環境学科客員教授。

## 来歴・人物
北海道札幌市出身。北海道札幌旭丘高等学校、日本大学法学部新聞学科卒業。
札幌や東京の広告代理店勤務を経て、2010年に株式会社あるた出版に入社。営業部を経て、タウン情報誌『O.tone』編集部デスク。同誌では「古地図を歩く」の連載を担当。2020年には連載をまとめた「古地図と歩く 札幌圏」が同社から出版。2021年に札幌の歴史を伝えるYouTubeチャンネル「ブラサトルチャンネル」開始。2022年5月に退職し、講演や街歩きガイド、著述業に専念。
札幌の歴史に詳しく、NHKの『ブラタモリ』（2015年11月放映の「札幌編」）やHBCの『今日ドキッ!』の不定期特集「ほっかいどう歴史散歩」などテレビ番組への出演もある。HBCラジオ『朝刊さくらい』で金曜日のコメンテーターも務めている。また、朝日新聞などの全国紙でも、札幌の地名や歴史の専門家として数多くの発言を行っている。2022年7月には、札幌市制100年記念講演会に登壇し、秋元克広市長と対談。

## 著書
- 『古地図と歩く 札幌圏』 あるた出版（2020年10月25日）ISBN 9784863811812
- 『古地図と歩く 札幌圏Vol.2』 あるた出版（2023年4月25日）ISBN 9784863812024
- 『眠れなくなるほど面白い 図解 北海道の話』（2025年7月29日）ISBN 9784537223033

## 講演・イベント出演
- “ブラサトルと行く！さっぽろ景観ウノレトラクイズ予選大会” (2014年11月5日). 2017年10月25日閲覧。
- “貸し切り電車に乗って、まちの歴史に思いをはせる” (2017年3月22日). 2017年10月25日閲覧。
- “景観フェス2017” (2017年9月25日). 2017年10月25日閲覧。
- “創成川の151年 ～始まりの地から札幌の魅力を再発見～” (2018年11月15日). 2019年12月15日閲覧。
- “LRT都市サミット札幌2019記念講演” (2019年11月9日). 2019年12月15日閲覧。
- “さっぽろれきぶんフェス2025” (2025年2月16日). 2025年3月20日閲覧。
- “北区にきたくなる、歴史と文化のよもやま話” (2023年3月19日). 2023年3月19日閲覧。
- “北の産業革命「炭鉄港」日本遺産認定５周年記念フォーラム” (2024年12月1日). 2025年4月7日閲覧。
- “令和7年度 石狩川流域圏会議総会” (2025年4月22日). 2025年6月6日閲覧。